# Ligne de Chantilly - Gouvieux à Crépy-en-Valois
La ligne de Chantilly - Gouvieux à Crépy-en-Valois est une ligne ferroviaire française, d'une longueur de 35,1 kilomètres, qui reliait Chantilly à Crépy-en-Valois dans le département de l'Oise, en Picardie.
Tracée selon un axe ouest-est dans la vallée de la Nonette puis la plaine du Valois dans un relief peu accentué, cette ligne à voie unique est ouverte de 1862 à 1870 par la Compagnie des chemins de fer du Nord. Cette transversale relie la grande artère de Paris-Nord à Lille à la ligne de La Plaine à Hirson et Anor (frontière).
Comme de nombreuses lignes secondaires, elle est fermée au trafic de voyageurs en 1950, puis déferrée de Chantilly à Senlis. Le tronçon entre Senlis et Ormoy-Villers voit subsister un faible trafic de marchandises, jusqu'aux travaux de construction de la LGV Nord au début des années 1990, qui interrompent définitivement la ligne en janvier 1990.
Elle constitue la ligne 231 000 du réseau ferré national.

## Histoire

### Les origines de la ligne

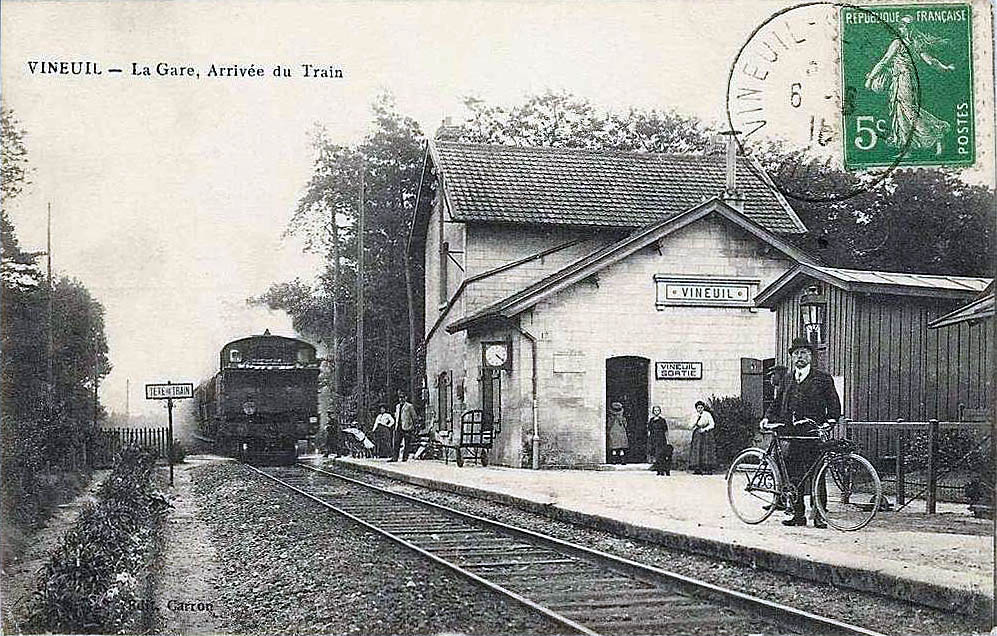
Arrivée d'un train à la gare de Vineuil, dans les années 1900.

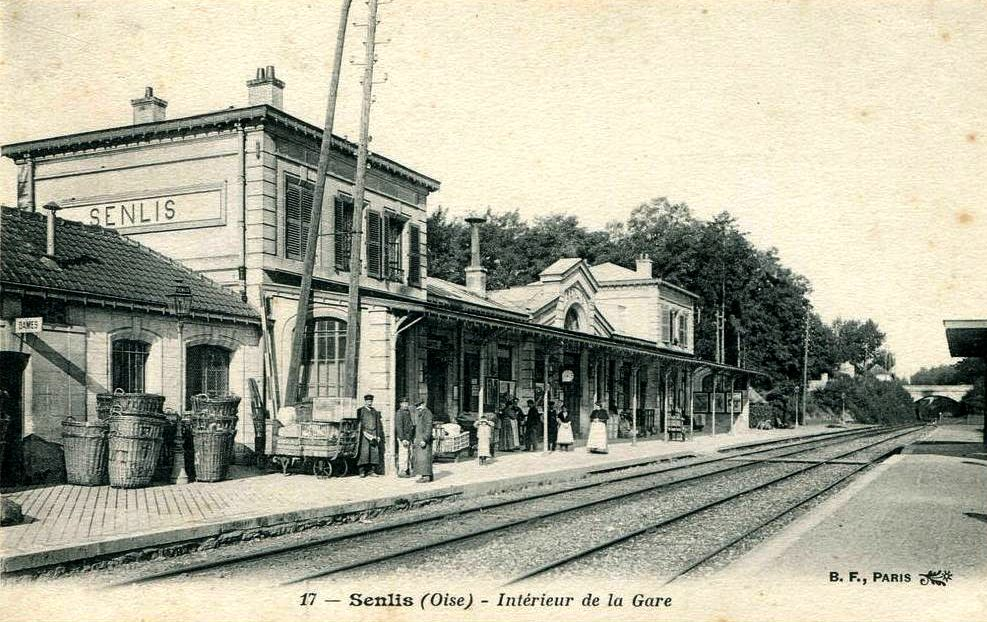
Le bâtiment-voyageurs de l'ancienne gare de Senlis, côté voies. L'architecture est caractéristique des lignes Paris-Creil et Paris-Laon de la Compagnie du Nord.

Un embranchement de onze kilomètres reliant la gare de Chantilly - Gouvieux, sur la grande ligne de Paris-Nord à Lille, à Senlis est demandé par la Compagnie des chemins de fer du Nord. Il permet de relier deux villes à caractère historique dans une région forestière fréquentée par les promeneurs ; mais plus globalement, en se joignant plus à l'est à un point à déterminer de la ligne de Paris à Soissons, il s'inscrit dans un projet de jonction des lignes du Nord et de l'Est, par l'intermédiaire de la ligne des Ardennes, de Soissons à Reims. Cet axe transversal, prolongé à l'ouest jusqu'à Rouen par Creil, Beauvais et Gournay assurera une liaison directe entre les ports de la Manche commerçant avec l'Angleterre et les frontières de l'Est.
Ce tronçon est étudié dès 1854 : il doit combler le hiatus entre les lignes Paris - Lille et Paris - Soissons. Afin de relier Creil à Villers-Cotterêts, deux trajets sont proposés : le premier reliant Chantilly, Baron, Senlis et Nanteuil impose un rebroussement à chaque extrémité ; le second reliant Saint-Maximin, Senlis, Montépilloy, Auger-Saint-Vincent et Crépy-en-Valois semble préférable mais est plus onéreux à réaliser. C'est finalement un parcours intermédiaire qui est décidé, présentant l'inconvénient d'un rebroussement à Chantilly, mais l'avantage d'un parcours touristique simple à construire.
Le tronçon de Chantilly à Senlis est concédé à la Compagnie, avec la ligne de Paris à Soissons, à titre définitif, et celui entre Senlis et la ligne de Paris à Soisson à titre éventuel, par une convention signée le 21 juin 1857 entre le ministre des Travaux publics et la Compagnie des chemins de fer du Nord. Cette convention est approuvée par un décret impérial le 26 juin suivant. Cette ligne comporte une voie à réaliser en trois ans, à ses risques et périls. En 1859, elle est intégrée au nouveau réseau. Les travaux débutent en avril 1861 et sont de faible ampleur : des terrassements sur sols d'argiles et de sables, quelques ponts et l'édification d'une gare, Senlis. L'inauguration a lieu en été 1862. Quatre services quotidiens assurent une liaison avec Paris-Nord en une heure vingt minutes.
Le tronçon entre Senlis et Crépy-en-Valois, long de vingt-deux kilomètres, est déclaré d'utilité publique par un décret impérial le 14 juin 1861, rendant ainsi la concession définitive. De longues discussions sur le point de jonction avec la ligne Paris - Soissons repoussent les travaux jusqu'en 1868. Ceux-ci, de faible importance, sont rapidement menés, mais l'arrivée de l'armée prussienne retarde l'ouverture du tronçon. Ce sont les troupes d'occupation elles-mêmes qui mettent la ligne en exploitation le 1er septembre 1870, durant le siège de Paris, pour les convois militaires exclusivement. Après la fin de la guerre franco-prussienne, la ligne est remise à la Compagnie du Nord le 23 mars 1871. L'exploitation régulière à destination du public commence le 1er juillet 1871 : quatre omnibus quotidiens rejoignent Senlis en quarante minutes en moyenne, et Chantilly en une heure cinq minutes. Ces trains ne desservent dans un premier temps que Senlis et Barbery, mais des arrêts supplémentaires sont ouverts bientôt après, et le nombre de trains passe rapidement à six aller-retour quotidiens, qui ont tous leur origine ou destination en gare de Paris-Nord.
Les locomotives affectées à la ligne pendant les premières années appartiennent aux séries suivantes : 021 n° 2.451 à 2.631 ; 030 n° 3.201 à 3.246, 3.275 à 3.334, 3.401 à 3.512, 3.606 à 3.787 ; 023T Engerth n° 2.401 à 2.436 ; 040 séries 4.000 et 8.000. Elles sont rattachées aux dépôts de Creil et Crépy-en-Valois,,,.

### La vie de la ligne auXXesiècle

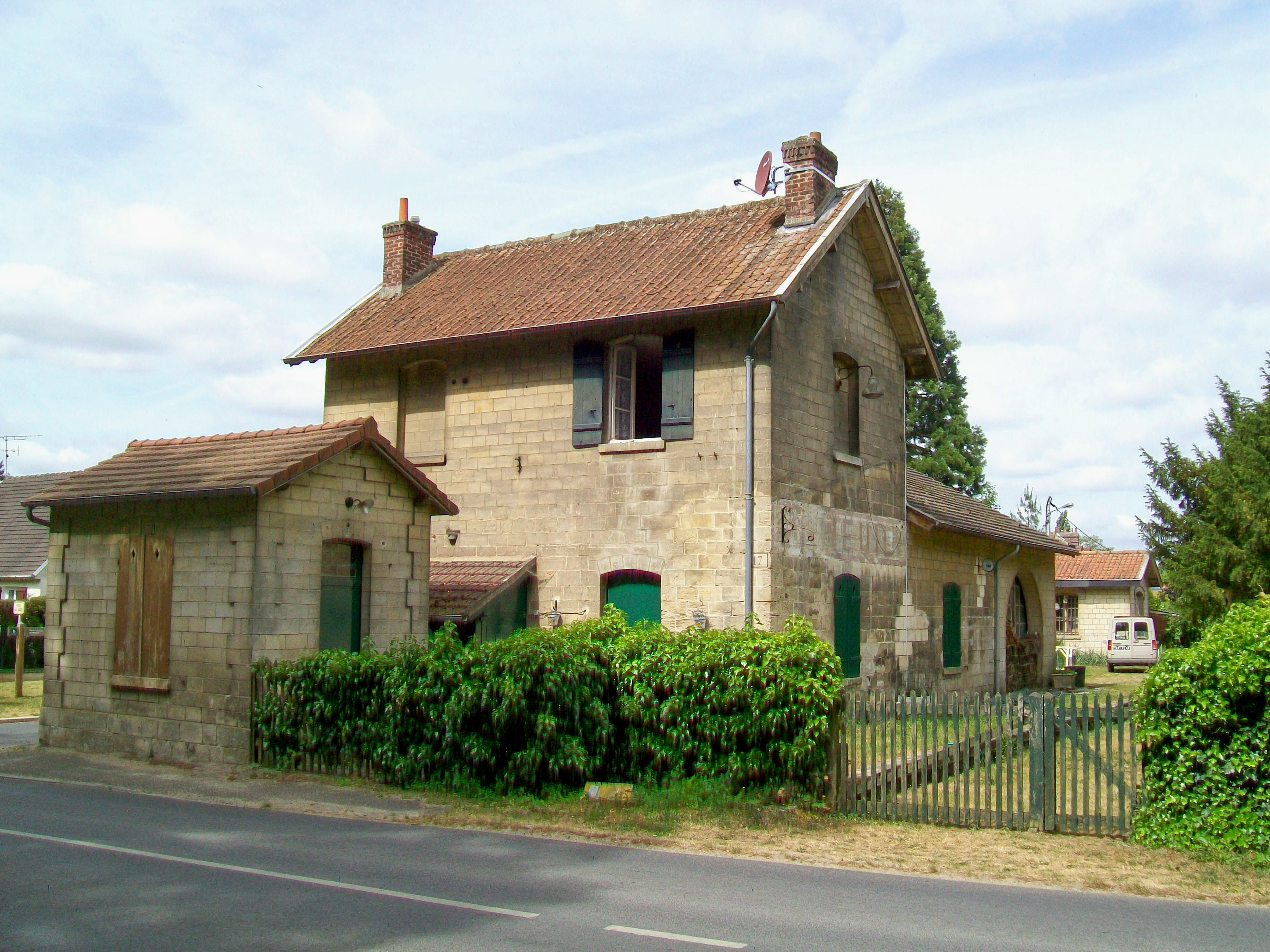
L'ancienne halte de Vineuil en 2011.

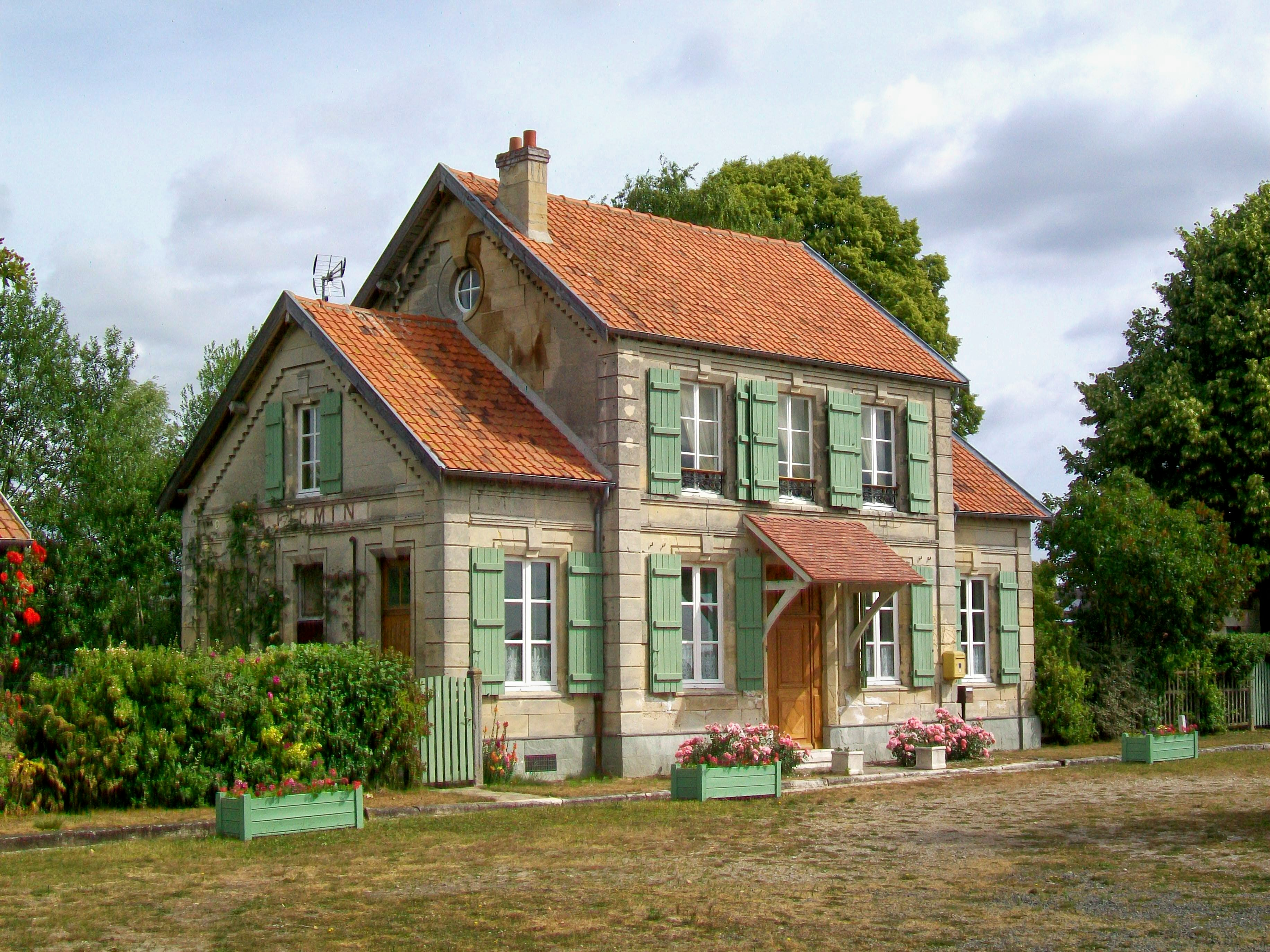
L'ancienne gare de Saint-Firmin en 2011. Le bâtiment d'Auger-Saint-Vincent est identique et subsiste également.

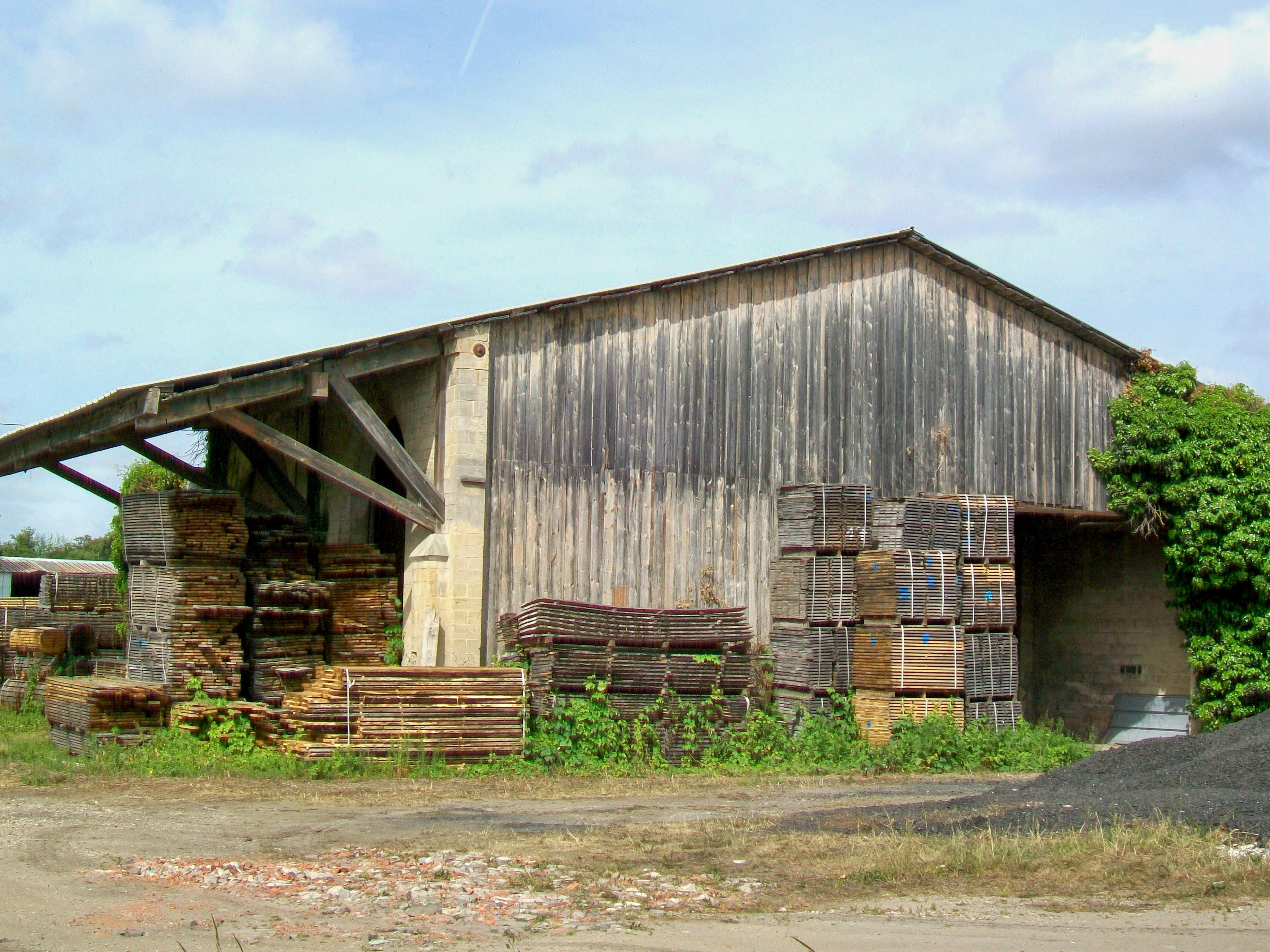
L'ancienne halle à marchandises de Saint-Firmin en 2011.

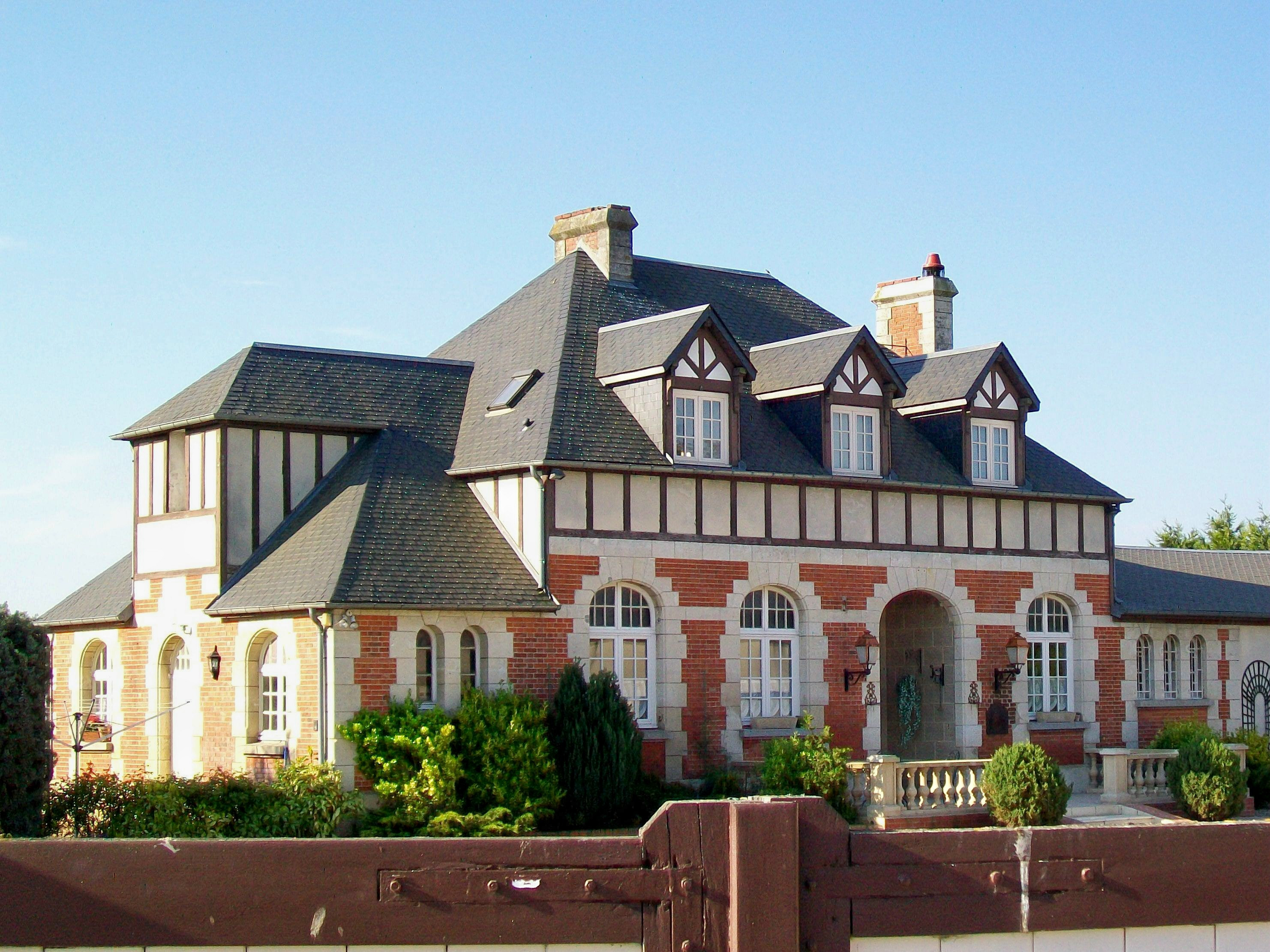
L'ancien bâtiment-voyageurs de Barbery de 1922, conçu par Gustave Umbdenstock.

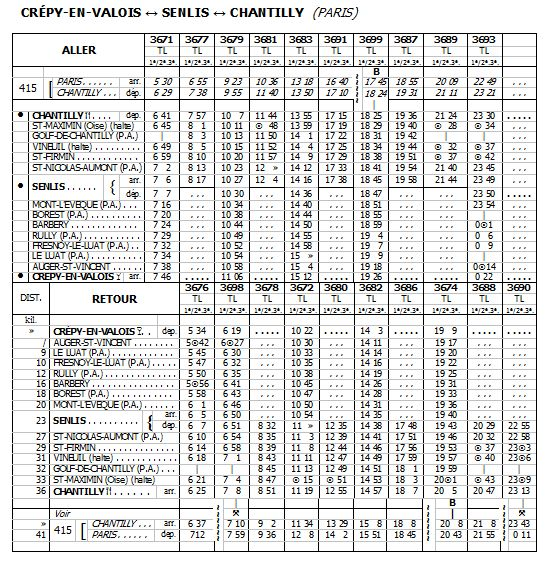
Horaire de mai 1936.

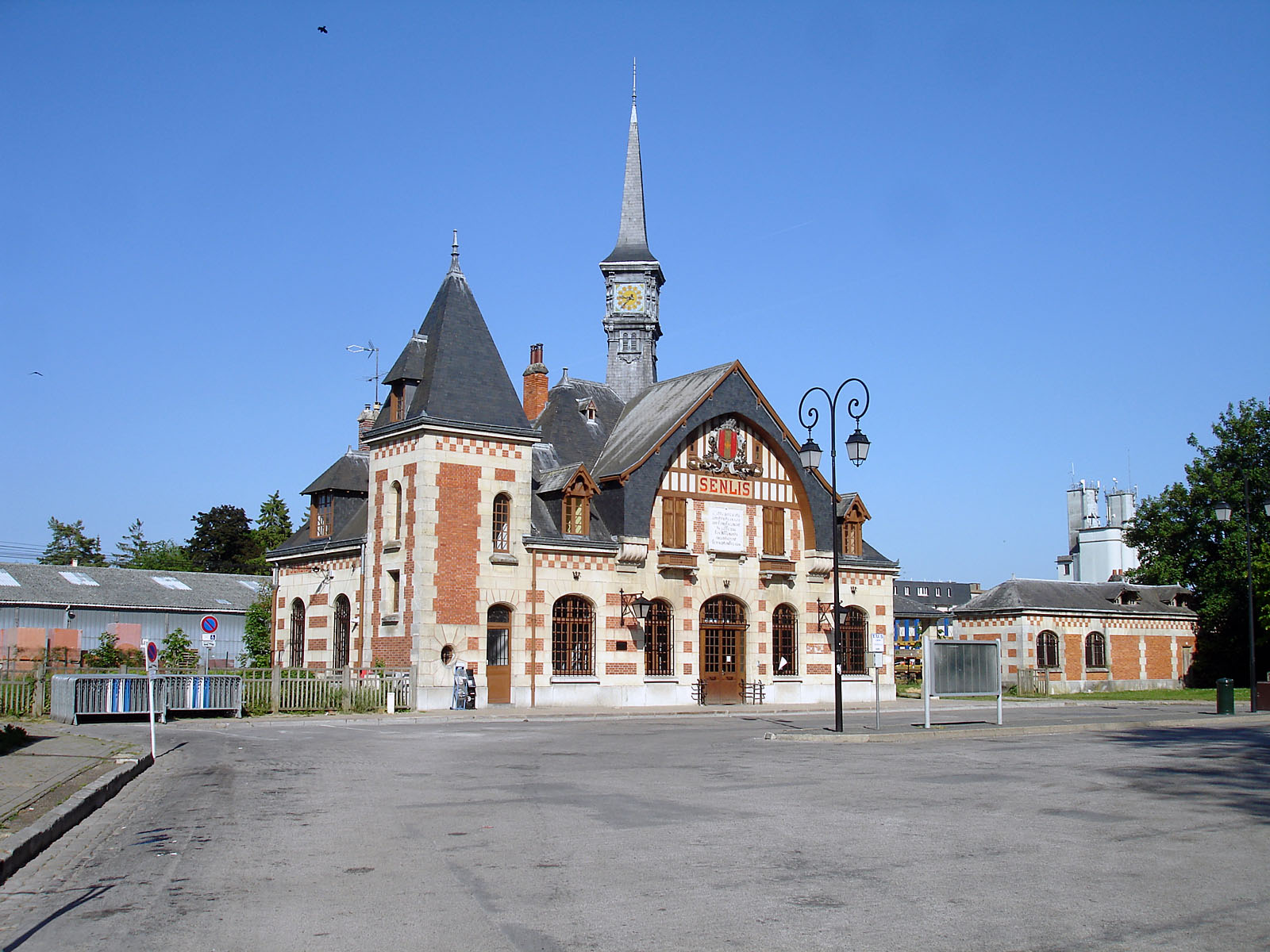
La gare de Senlis en 2010.

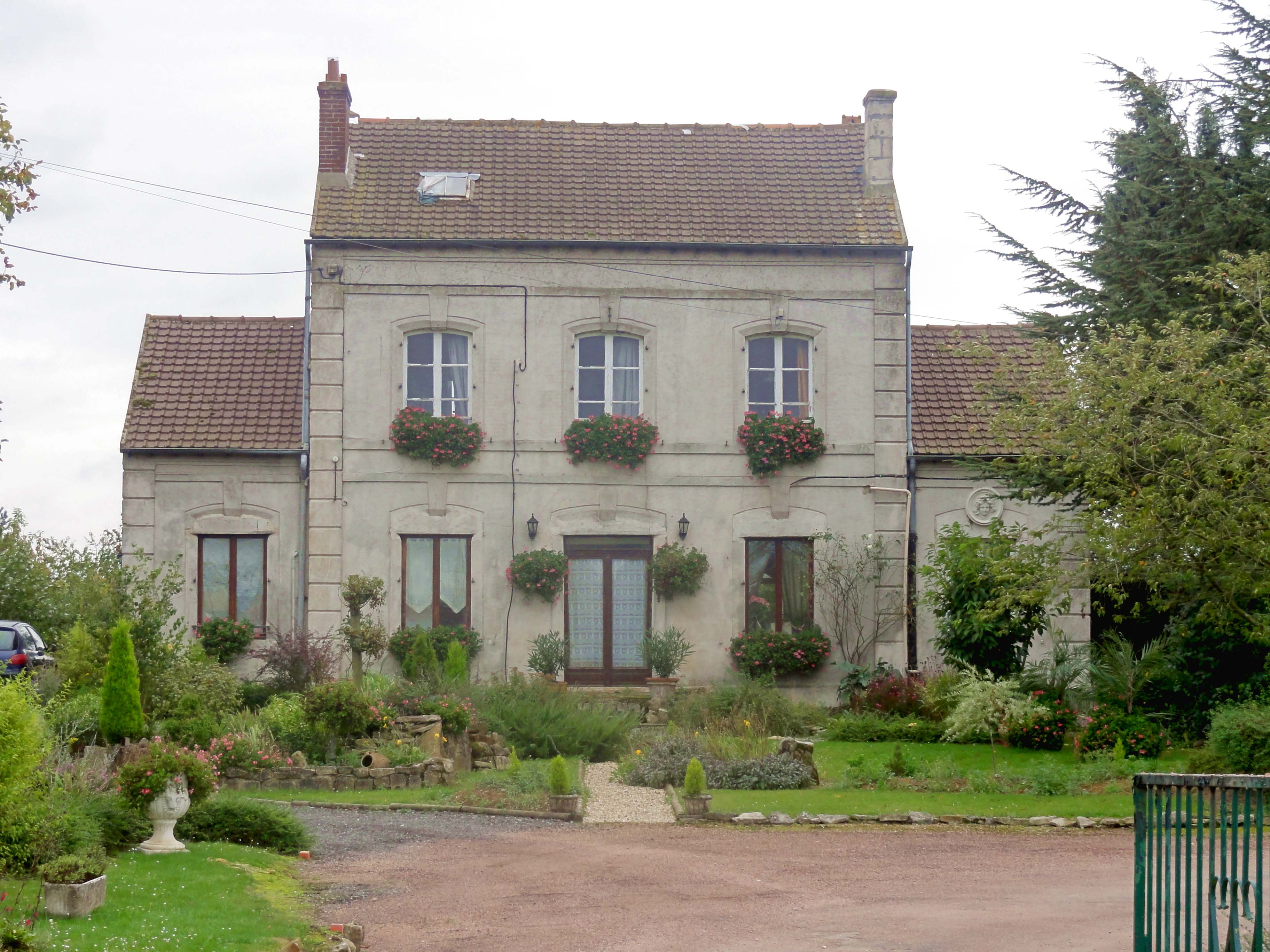
La gare d'Auger-Saint-Vincent.

Au début de la Première Guerre mondiale, la ligne est victime, comme de nombreuses communes du Valois, de l'avancée allemande : les gares de Barbery et de Senlis sont incendiées par les Allemands le 2 septembre 1914. L'exploitation civile reprend quelques semaines plus tard, après la victoire de la Marne ayant permis de repousser les envahisseurs. L'horaire reste restreint avec deux aller-retour sur la totalité de la ligne, complétés par trois navettes de Chantilly à Senlis et retour. Les deux bâtiments-voyageurs détruits ne peuvent être remplacés que par des baraques, en attendant la construction de nouveaux bâtiments au début des années 1920. Elle est réalisée sous la direction de l'architecte de la compagnie Gustave Umbdenstock, qui applique un style néo-Renaissance d'inspiration anglo-normande. L'inauguration a lieu en 1922. Vers la même époque, l'offre commerciale est étendue et comprend désormais cinq aller-retours entre Chantilly et Crépy-en-Valois, complétés par cinq navettes de Chantilly à Senlis et retour. La traction est confiée à des 222T « Revolver » de la série 2.231 à 2.305 du dépôt de Creil, sauf pour l'aller-retour direct de Crépy à Paris, assuré par une 220 série 3.000. Ce train est le plus long, comportant dix voitures et un fourgon.
Les légères locomotives-tender sont bientôt remplacées par des 230 prussiennes 3.1601 à 3.1675, des 040 prussiennes 4.1001 à 4.1075 et 4.1077 à 4.1098, des 232 T Nord 3.801 à 3.865 et des 140 « Pershing » 4.1301 à 4.1542. Les trains de voyageurs restent assurés par des voitures à deux essieux.
Au début des années 1930, le transport de voyageurs par autocar prend une nouvelle ampleur avec la création de deux services concurrents entre Senlis et Paris par la RN 17, par les sociétés Renault et Citroën. Les autocars Citroën lancent leur offre en août 1932 et proposent un itinéraire RN 16, avec une variante par Vémars, au départ de la rotonde de la Villette à Paris (lignes 8, 46 et 15, ayant comme terminus Senlis, Pont-Sainte-Maxence et Compiègne). La desserte est étoffée, organisée selon un horaire cadencé, avec un départ toutes les 30 min. du matin au soir, tous les jours de la semaine. Les autocars Renault CEA entrent sur le marché à la fin de la même année, pour concurrencer Citroën. Ils proposent deux itinéraires au départ du rond-point de la Villette, par la RN 17 via Écouen, Luzarches et Chantilly (ligne S), ainsi que par la RN 16 (lignes SP, SC et plus tard SE, ayant comme terminus Pont-Sainte-Maxence, Compiègne et Estrées-Saint-Denis).
L'offre du service voyageurs par voie ferrée atteint son développement maximal, avec des temps de parcours d'une heure environ pour la totalité de la ligne ; de 19 min au mieux entre Senlis et Chantilly ou vice versa, et de 31 min au mieux de Senlis à Crépy ou vice versa. L'horaire d'été 1936 propose dix aller-retour entre Chantilly et Senlis, dont cinq prolongés sur Crépy. Il existe deux trains pour Paris via Chantilly, et un au retour, le soir ; le meilleur temps de parcours pour un trajet de Senlis à Paris sans changement étant de 61 min. Tous les trains sont des omnibus qualifiés de « trains légers ». Ils desservent donc toutes les stations, sauf Golf de Chantilly où les trains ne s'arrêtent qu'entre 8:00 et 20:00, et le dernier train de la journée ne s'arrête pas à Borest et Fresnoy-le-Luat,.

### Le déclin et la fermeture
Dès le 15 mai 1939, le trafic voyageurs est supprimé de Senlis à Crépy-en-Valois avec la politique de réduction du réseau voyageurs entreprise par la jeune Société nationale des chemins de fer français (SNCF). L'éclatement de la Seconde Guerre mondiale et la mobilisation générale provoquent ensuite des modifications de l'organisation de l'exploitation, et le service reprend ainsi fin septembre. Pour la première fois, la ligne de Chantilly à Crépy voit un matériel moderne et performant, des 141 TC des dépôts des Joncherolles ou de Mitry devant des lourdes voitures métalliques Nord. Par intermittence, le trafic est quasiment interrompu et le matériel roulant est garé entre Saint-Nicolas-d'Acy (commune de Courteuil) et Senlis.[réf. nécessaire] L'occupation allemande change encore la donne en juillet 1940, et le trafic voyageurs cesse de nouveau entre Senlis et Crépy. Entre Senlis et Paris, circulent désormais deux aller-retour quotidiens, complétés par quatre navettes Senlis - Chantilly et retour.
Après guerre, la ligne n'assure plus qu'un faible trafic voyageurs, avec trois aller-retour sur chacune des deux sections. À titre expérimental, et dans une optique de rationalisation de l'exploitation, les trains de la section de Senlis à Crépy-en-Valois sont assurés par autorails légers à compter du 15 novembre 1946. Sont mis en service deux autocars Floirat X 8001 et X 8002, adaptés au service ferroviaire et proposant 34 places assises. Avec leur moteur de 105 chevaux, ils peuvent soutenir la vitesse de 70 km/h sur une rampe de 12 ‰. Les inconvénients de ces véhicules sont leur unidirectionnalité (ils doivent être retournés aux terminus), l'insuffisance du chauffage l'hiver et le transport des bagages sur le toit. Cependant, les autorails légers furent complétés par une remorque XR 9001 équipée d'un compartiment à bagages et de 28 places assises. Mais le plus souvent, les autocars sur rails circulèrent sans remorque. L'expérimentation prend fin avec l'entrée en vigueur du service d'été 1949, qui voit la suppression définitive des trains de voyageurs entre Senlis et Crépy-en-Valois.
Comme de nombreuses lignes secondaires, la ligne de Chantilly à Senlis cumule une absence de trafic de grandes lignes et un trafic de marchandises négligeable, ce qui n'assure qu'un faible amortissement des frais d'infrastructure. Sous prétexte d'éliminer le dangereux passage à niveau de la route nationale 16 à Saint-Maximin, la ligne est fermée aux voyageurs de Chantilly à Senlis le 8 octobre 1950 et le trafic transféré sur route. Pourtant, lors de la reconstruction du viaduc de la Canardière en 1947, ce dernier a été élargi afin d'accueillir une troisième voie « destinée à décharger la ligne Chantilly - Senlis de la sujétion du recoupement des voies de grande ligne à la bifurcation toute proche de Saint-Maximin »,.
Le trafic de marchandises est assuré par des 230 A, 230 D et des 140 G du dépôt de Creil, jusqu'à la diéselisation. Mais le transport subsistant de marchandises est à son tour interrompu entre Chantilly et Saint-Firmin début 1960, puis entre Saint-Firmin et Senlis en 1971. La section Chantilly - Senlis est alors déclassée en totalité. Entre-temps, avec l'électrification des lignes de Paris à Crépy-en-Valois et d'Ormoy-Villers à Rivecourt en 1963, le raccordement avec Crépy est abandonné en raison de la reconstruction complexe des sauts-de-mouton que son maintien aurait nécessitée. Un nouveau raccordement vers la gare d'Ormoy-Villers est encore réalisé. La section Senlis à Ormoy-Villers reste en service jusqu'en janvier 1990, avec une desserte marchandises encore assurée quotidiennement vers 1982. Puis les travaux de la LGV Nord interrompent la ligne dans la plaine du Valois : le dernier tronçon est alors fermé à son tour et se trouve déclassé le 19 septembre 1992,,. L'essentiel du délaissé ferroviaire a été vendu par Réseau ferré de France à des propriétaires privés.

### Cinéma
Cette ligne a servi pour le film L'aile ou la cuisse avec Louis de Funès et Coluche, dans la scène de la course poursuite avec le secrétaire de Monsieur Tricatel (Daniel Langlet). On voit la Mercedes W114, conduite par le chauffeur de Monsieur Duchemin (Raymond Bussières), traverser le passage à niveau, sur la route nationale 330, sur la commune de Mont-l'Évêque près de Senlis, alors qu'un train de marchandises arrive de Senlis. Aujourd'hui la maison du garde-barrière, (que l'on voit dans le film) existe toujours mais est à l'abandon.
Une séquence du film de Pierre Richard Les Malheurs d'Alfred a été tournée dans la gare de Barbery.

## Tracé
La ligne se détache de la ligne de Paris-Nord à Lille deux kilomètres au nord de la gare de Chantilly - Gouvieux, après le viaduc de la Canardière. Elle bifurque vers l'est et s'installe dans la vallée de la Nonette, sur sa rive droite. Elle dessert Vineuil-Saint-Firmin avant de s'éloigner de la zone marécageuse des bords de la rivière, s'approche de la lisière de la forêt d'Halatte, avant de contourner Senlis par le nord et de rejoindre l'est de la ville où est établie la gare. La déclivité maximale est de 5 mm/m.
La ligne se poursuit vers l'est, quitte la vallée pour s'établir sur le plateau du Valois. Elle dessert Barbery, après avoir coupé plusieurs routes, puis Auger-Saint-Vincent après une succession de rampes et de pentes de 10 à 15 mm/m. Elle passe ensuite au-dessus de la ligne d'Ormoy-Villers à Boves, longe la ligne de La Plaine à Hirson et Anor (frontière) sur un kilomètre, puis passe à son tour au-dessus avant d'entrer en gare de Crépy-en-Valois. À Barbery, existe un embranchement privé à voie métrique, desservant une carrière.
Les gares étaient les suivantes, au maximum du développement : Chantilly-Gouvieux (P.K. 40,9), Saint-Maximin (halte), Golf de Chantilly (point d'arrêt), Vineuil (halte), Saint-Firmin (P.K. 47,5), Saint-Nicolas-Aumont (point d'arrêt), Senlis (P.K. 53,2), Mont-l'Évêque (point d'arrêt), Borest (point d'arrêt), Barbery, Rully (point d'arrêt), Fresnoy-le-Luat (point d'arrêt), Le Luat (point d'arrêt), Auger-Saint-Vincent (P.K. 69,1), Crépy-en-Valois (P.K. 76,0). Ormoy-Villers était au P.K. 55,6,,.